# الانتخابات التشريعية الفلسطينية 2021
الانتخابات التشريعية الفلسطينية 2021 (مؤجلة) هي انتخابات تشريعية كان من المفترض إجراؤها في 22 مايو 2021 وفقا لمرسوم أصدره محمود عباس في 15 يناير 2021. رحبت حماس بالإعلان. وقال حنا ناصر رئيس اللجنة المركزية للانتخابات الفلسطينية "أن حوالي مليوني فلسطيني في القدس و‌الضفة الغربية و‌قطاع غزة مؤهلون للإدلاء بأصواتهم". ورحبت الأمم المتحدة و‌الاتحاد الأوروبي بالتطور. وتوصلت حماس وفتح وجماعات أخرى إلى اتفاق في 9 فبراير بشأن «آليات» الانتخابات، التي تشمل محكمة انتخابية والتزامات بالتصويت المفتوح.
ويذكر أن فترة الترشح للانتخابات التشريعية 2021، انتهت مساء يوم 31 مارس 2021، وأتيح قبل هذا التاريخ التقدم بطلبات الترشح للقوائم في المقر العام للجنة في مدينة البيرة أو في المقر الإقليمي في مدينة غزة.
كان من المقرر إجراء الانتخابات في الفترة من فبراير إلى مارس 2021، وقبل ذلك، كان من المقرر إجراؤها في أبريل وأكتوبر 2014 وفقًا لاتفاق فتح وحماس بشأن غزة المبرم في أبريل 2014. ومع ذلك، تم تأجيل الانتخابات إلى أجل غير مسمى. في أكتوبر 2017، وقعت حماس وفتح اتفاق مصالحة اتفقت فيه حماس على حل حكومة الوحدة في غزة وإجراء انتخابات عامة بحلول نهاية 2018، لكن الانتخابات لم تجر مرة أخرى. أعلن محمود عباس في 26 سبتمبر 2019 في خطاب ألقاه في الجمعية العامة للأمم المتحدة أنه يعتزم تحديد موعد للانتخابات بمجرد عودته إلى الضفة الغربية. وردت حماس بالإشارة إلى أنها مستعدة لإجراء «انتخابات شاملة وعامة»، لكن حماس و‌الجهاد الإسلامي الفلسطيني رفضتا في 6 نوفمبر شروط عباس لإجراء الانتخابات، مما تطلب من المرشحين الاعتراف بالاتفاقات التي وقعتها منظمة التحرير الفلسطينية ليكونوا قادرين على الترشح. في 11 نوفمبر 2019، قال عباس إنه لن تكون هناك انتخابات فلسطينية جديدة ما لم تشمل القدس الشرقية وقطاع غزة. في 26 نوفمبر 2019، أكدت حماس أنها اتفقت مع لجنة الانتخابات المركزية الفلسطينية على المشاركة في الانتخابات وأن حماس لن تقبل استبعاد القدس تحت أي ظرف من الظروف. أعلن عباس في أوائل ديسمبر أن الانتخابات ستجرى في غضون بضعة أشهر. في 10 ديسمبر 2019، طلبت السلطة الفلسطينية من إسرائيل السماح لسكان القدس الشرقية بالتصويت في الانتخابات المخطط لها، وهو طلب قال المسؤولون الإسرائيليون إنه سيذهب الآن إلى الحكومة الأمنية.

## الخلفية

### نزاع فتح وحماس
انتخب محمود عباس لمنصب رئيس السلطة الوطنية الفلسطينية في 9 يناير 2005 لمدة أربع سنوات تنتهي في 9 يناير 2009. في سبتمبر 2008 اقترح أن تمدد ولاية عباس لمدة سنة واحدة أو أن يتم حل المجلس التشريعي الفلسطيني قبل عام لإجراء الانتخابات في آن واحد. اعترضت حركة حماس على إجراء انتخابات متزامنة للرئيس والمجلس التشريعي بحجة أن الانتخابات الرئاسية كان ينبغي أن تجرى في يناير 2009 والانتخابات البرلمانية في عام 2010. كما ادعت حماس أن رئيس المجلس التشريعي الفلسطيني عزيز الدويك وهو عضو في حماس أصبح الرئيس الفلسطيني بعد انتهاء ولاية عباس في 9 يناير 2009 إلى أن تجرى انتخابات جديدة.
قالت حركة فتح أن الانتخابات كان ينبغي إجراؤها في يناير 2010 لأن قانون الانتخابات الفلسطينية يدعو إلى إجراء انتخابات رئاسية وتشريعية في وقت واحد بعد مرور 4 سنوات على تاريخ الانتخابات. منذ انتخابات المجلس التشريعي في عام 2006 (بعد عام من الانتخابات الرئاسية) كان ينبغي إجراء انتخابات جديدة لكلا الطرفين في يناير 2010. في محادثات المصالحة التي جرت في مصر في مارس 2009 وافقت حماس وفتح على إجراء الانتخابات بحلول 25 يناير 2010. في النهاية بسبب الصراع بين فتح وحماس لم يتم القيام بأي شيء لحل مسألة الانتخابات الجديدة.
في فبراير 2010 تمت الدعوة إلى انتخابات الحكومة المحلية في الضفة الغربية وقطاع غزة في يوليو 2010. قررت الحكومة الفلسطينية تأجيل الانتخابات بحجة أنها تريد الحفاظ على الوحدة الوطنية. في ديسمبر 2010 حكمت محكمة العدل العليا الفلسطينية بأنه عندما تدعو الحكومة إلى إجراء انتخابات فإنها لا تملك سلطة إلغاءها. بعد تأجيلها عدة مرات جرت انتخابات الحكومة المحلية في أكتوبر ونوفمبر 2012 ولم تشمل سوى الضفة الغربية.

### محاولات حل مسألة الانتخابات
تم تأجيل الانتخابات الرئاسية والبرلمانية للسلطة الوطنية الفلسطينية عدة مرات بسبب النزاعات السياسية الفلسطينية بين فتح وحماس، من التاريخ الأصلي المؤرخ 17 يوليو 2010.
في فبراير 2011 وبعد استقالة صائب عريقات كبير المفاوضين مع إسرائيل لعملية السلام الإسرائيلية الفلسطينية بعد نشر وثائق المفاوضات الفلسطينية الإسرائيلية التي كانت تنتقد بشدة تنازلات منظمة التحرير الفلسطينية أعلنت اللجنة التنفيذية لمنظمة التحرير الفلسطينية عن نيتها عقد الانتخابات قبل أكتوبر. جاء عباس بعد الإعلان عن دعوات إلى روح التغيير في مصر لتلهم الوحدة الفلسطينية. قال مساعده ياسر عبد ربه أن: «القيادة الفلسطينية قررت إجراء انتخابات رئاسية وتشريعية في سبتمبر الماضي وتحث جميع الاطراف على وضع خلافاتها جانبا».
قال فوزي برهوم المتحدث باسم حماس أن عباس ليس لديه شرعية لإجراء النداء الانتخابي قائلا: «حماس لن تشارك في هذه الانتخابات ولن نعطيها شرعية ولن نعترف بالنتائج».
في أكتوبر 2011 أرسل عباس اقتراحا إلى حماس لإجراء انتخابات عامة أخرى ويفضل أن يعقد في أوائل عام 2012. أشير إلى أن حماس ستكون أكثر استعدادا للمشاركة في انتخابات أخرى بعد صفقة شاليط مما عزز موقف حماس في غزة. في نوفمبر 2011 تم الاتفاق مبدئيا على موعد للانتخابات في 4 مايو 2012. ومع ذلك بسبب مزيد من المشاحنات لا يمكن إجراء الانتخابات بحلول ذلك التاريخ.
في 20 ديسمبر 2013 دعت حماس السلطة الوطنية الفلسطينية إلى تشكيل حكومة وحدة وطنية لمدة ستة أشهر من شأنها أن تجرى أخيرا الانتخابات العامة التي تأخرت كثيرا. بعد ترقية وضع فلسطين في الأمم المتحدة إلى دولة مراقبة غير عضو اقترح إجراء انتخابات عامة في عام 2013 تمشيا مع محادثات الوحدة من فتح وحماس. في أبريل 2014 تم التوصل إلى اتفاق بين فتح وحماس لتشكيل حكومة وحدة وطنية عقدت في 2 يونيو 2014 وإجراء انتخابات عامة في غضون 6 أشهر من الاتفاق.

## تأجيل الانتخابات
بتاريخ 30 أبريل 2021 أعلن الرئيس الفلسطيني محمود عباس عن تأجيل الانتخابات إلى أجل غير مسمى.

## تغييرات القانون الانتخابي
في عام 2007 قام الرئيس محمود عباس من حركة فتح بتغيير القوانين الانتخابية لعام 2005 من جانب واحد من نصفه منتخب ونصفه معين إلى معين بالكامل. أصر على أنه يمكن أن يصدر التغيير بمرسوم ما دام المجلس التشريعي الفلسطيني غير قادر على الاجتماع.
كان ينظر إلى هذه الخطوة على أنها محاولة لتقليل فرص حماس في الانتخابات المقبلة. حماس التي تسيطر على المجلس التشريعي أعلنت هذه الخطوة غير قانونية.

## الانتخابات الرئاسية
أعادت حركة فتح ترشيح عباس للانتخابات الرئاسية المقبلة في مطلع يونيو 2008 على الرغم من أن التقارير في ديسمبر أشارت إلى أنه لن يترشح لولاية ثانية. ظهرت شائعات مرة أخرى في 28 أكتوبر 2009 من عباس لم يترشح لفترة أخرى وفي 5 نوفمبر أعلن علنا عزمه على عدم الترشح لإعادة انتخابه على الرغم من أنه قال أنه سيبقى حتى الانتخابات الرئاسية المقبلة.

## وصلات خارجية
- صحيفة وقائع عن الانتخابات الرئاسية